# Bigo Live
 (juin 2022).
La mise en forme du texte ne suit pas les recommandations de Wikipédia : il faut le « wikifier ».
Les points d'amélioration suivants sont les cas les plus fréquents :
- Les titres sont pré-formatés par le logiciel. Ils ne sont ni en capitales, ni en gras.
- Le texte ne doit pas être écrit en capitales (les noms de famille non plus), ni en gras, ni en italique, ni en « petit »…
- Le gras n'est utilisé que pour surligner le titre de l'article dans l'introduction, une seule fois.
- L'italique est rarement utilisé : mots en langue étrangère, titres d'œuvres, noms de bateaux, etc.
- Les citations ne sont pas en italique mais en corps de texte normal. Elles sont entourées par des guillemets français : « et ».
- Les listes à puces sont à éviter, des paragraphes rédigés étant largement préférés. Les tableaux sont à réserver à la présentation de données structurées (résultats, etc.).
- Les appels de note de bas de page (petits chiffres en exposant, introduits par l'outil «  Source ») sont à placer entre la fin de phrase et le point final[comme ça].
- Les liens internes (vers d'autres articles de Wikipédia) sont à choisir avec parcimonie. Créez des liens vers des articles approfondissant le sujet. Les termes génériques sans rapport avec le sujet sont à éviter, ainsi que les répétitions de liens vers un même terme.
- Les liens externes sont à placer uniquement dans une section « Liens externes », à la fin de l'article. Ces liens sont à choisir avec parcimonie suivant les règles définies. Si un lien sert de source à l'article, son insertion dans le texte est à faire par les notes de bas de page.
- La présentation des références doit suivre les conventions bibliographiques. Il est recommandé d'utiliser les modèles {{Ouvrage}}, {{Chapitre}}, {{Article}}, {{Lien web}} et/ou {{Bibliographie}}. Le mode d'édition visuel peut mettre en forme automatiquement les références.
- Insérer une infobox (cadre d'informations à droite) n'est pas obligatoire pour parachever la mise en page.

Pour une aide détaillée, merci de consulter Aide:Wikification.
Si vous pensez que ces points ont été résolus, vous pouvez retirer ce bandeau et améliorer la mise en forme d'un autre article.
Bigo Live est une plateforme de streaming en direct appartenant à la société BIGO Technology, basée à Singapour et fondée en 2014. BIGO Technology a développé une intelligence artificielle et un apprentissage automatique propriétaires qui sont intégrés à l'application. Les fonctionnalités de l'IA sont utilisées pour améliorer l'engagement et l'expérience des utilisateurs pendant le streaming en direct.  
les téléspectateurs peuvent soutenir leurs diffuseurs préférés avec des cadeaux dans l'application, et certains diffuseurs populaires utilisent l'application comme emploi à plein temps. BIGO possède également Likee, la plateforme de création et de partage de courtes vidéos.  

## Historique
En mars 2016, Bigo Live a été lancée pour les systèmes d'exploitation iOS et Android.
De 2016 à 2017, BIGO LIVE s'est hissé à de nombreuses reprises en tête du classement des téléchargements sur Google Play et Apple Store en Thaïlande, au Vietnam, en Indonésie, à Singapour, en Malaisie et aux Philippines.
En décembre 2018, Bigo Live a atteint 26,7 millions d'utilisateurs actifs mensuels.
En mars 2019, la société JOYY Inc, cotée au NASDAQ, a finalisé l'acquisition de BIGO Technology.
En novembre 2019, les utilisateurs actifs mensuels des apps de l'entreprise ont atteint plus de 350 millions dans le monde.
En mars 2020, elle s'est classée au 6e rang aux États-Unis et au 5e rang mondial des applications de streaming, sur la base du revenu total des achats in-app.
En mai 2020, Bigo Live a lancé un partenariat avec Bark, une solution de sécurité en ligne, pour assurer la sécurité des enfants en ligne.
En décembre 2020, Bigo Live a annoncé un partenariat avec The Trevor Project, la plus grande organisation mondiale de prévention du suicide et d'intervention de crise pour les jeunes LGBTQ.
Début 2021, Bigo Live comptait 400 millions d'utilisateurs dans plus de 150 pays.
En 2021, il a atteint 29,5 millions d'utilisateurs actifs mensuels moyens au deuxième trimestre de l'année.
En 2021, Bigo Live s'est classée dans le deuxième rang selon le Top Breakout Social Apps 2021 d'App Annie en fonction des dépenses des consommateurs.

## Caractéristiques
- Streaming[15]

Les gens peuvent diffuser en direct les moments de leur vie, montrer leurs talents et recevoir des cadeaux virtuels de leurs supporters.
Les utilisateurs peuvent regarder des flux en direct à la mode et ils peuvent filtrer les diffuseurs d'un certain pays sur la page d'exploration. Les utilisateurs qui répondent à certains critères peuvent créer leur propre famille.
Les utilisateurs peuvent diffuser et regarder des flux en direct de jeux populaires, tels que PUBG, League of Legends, RoV, Free Fire, Fortnite, Call of Duty, Dota 2, Hearthstone, Rules of Survival, etc.
Elle a signé en tant que sponsor pour Box Fighting Championship en 2020.
- Chat vidéo en direct et appel vidéo

Les utilisateurs peuvent inviter des amis à participer à un chat vidéo en ligne 1:1 ou créer un chat vidéo de groupe ou des appels vidéo avec jusqu'à 9 personnes via la salle multi-accueil.
Grâce à la fonction de mise en relation, les utilisateurs peuvent lancer une conversation aléatoire avec des personnes à proximité ou rencontrer de nouveaux amis.
Des filtres vidéo et des autocollants sont disponibles pour les diffuseurs.
- PK en direct

Les diffuseurs peuvent relever des défis de PK avec d'autres personnes. Celui qui obtient le plus de points d'attraction gagne la partie.
- Bar

Les utilisateurs peuvent partager des photos et de courtes vidéos, ajouter des hashtags à leurs messages sur le bar, où les gens téléchargent souvent des clips et des captures d'écran de leurs flux en direct.
- Live virtuel

En 2021, BIGO Live a lancé ses avatars 3D Virtual Live. Les utilisateurs peuvent se représenter par le biais d'avatars numériques créés sur l'application. La fonction Virtual Live" est développée en utilisant un mélange de technologies VR et AR pour capturer des expressions faciales réalistes et imiter les mouvements des utilisateurs lors de leur livestream en temps réel.